# Иоло Моргануг
Э́двард Уи́льямс (англ. Edward Williams), или Ио́ло Морга́нуг (валл. Iolo Morganwg, в современном написании валл. Morgannwg; произносится [ˈjolo morˈganug]), (1747—1826) — валлийский антиквар, поэт, коллекционер и мистификатор. Его валлийское имя означает «Нед (Эдвард) из Гламоргана».
Иоло Моргануг родился 10 марта 1747 года под Лланкарваном, графство Гламорган, вскоре после его рождения семья переехала в деревню Трефлемин. До того как обратиться к литературе, Эдвард Уильямс работал каменщиком, но в 1773 году он отправился в Лондон. Там он познакомился с Оуайном Мивиром и вступил в общество «Гвинедигион». Позже он вернулся в Уэльс и поселился в Лландаве под Кардиффом.
Его помнят главным образом как барда Иоло Моргануга, создавшего (или воссоздавшего) бардические ритуалы и философию. Бардическому ремеслу его обучил Джон Брэдфорд из Тир-Иарлл.
Иоло впервые заявил о себе в 1789 году, когда вернулся в Лондон и опубликовал ранее неизвестные стихи Давида ап Гвилима, который обычно считается величайшим валлийским поэтом. На самом деле эти стихотворения были подделками, что, однако, было обнаружено лишь более чем через сто лет. Успех заставил Уильямса переехать в Лондон. Там он приобрёл заметное положение в валлийской диаспоре и провёл первое заседание горседа, своеобразного бардического общества, получившего название «Трон бардов Британии» (Gorsedd beirdd Ynys Prydain). Оно состоялось в 1792 году в Примроуз-Хилл в Лондоне. Позже Иоло создал объёмные работы (большинство из которых сегодня считаются подделками), где «доказывал», что древняя друидическая традиция сохранилась в Уэльсе несмотря на римское завоевание, приход христианства, преследование бардов при Эдуарде I и другие трудности. В 1819 году «Трон бардов» стал вовлечён в организацию эйстедводов — традиционных бардовских фестивалей — и Иоло посетил первый из таких эйстедводов в Коруэне.
Философия Иоло сочетала христианские и артуровские мотивы, прото-романтические взгляды наподобие тех, что были присущи Уильяму Блейку и Джеймсу Макферсону. ему удалось возродить энтузиазм антикваров по отношению к кельтским материям и тем элементам бардического наследия, которые действительно сохранились в валлийской поэзии. Ещё одной его целью было утверждение валлийского характера Южного Уэльса и особенно его родного Гламоргана (в то время считалось, что в более чистом виде древние традиции сохранялись на севере).
Как и многие другие поэты-романтики, Уильямс пристрастился к опиуму, что могло повлиять на его умственное состояние.
Иоло был автором многих текстов, сыгравших важную роль в развитии неодруидизма; среди них «Молитва друида» (Gweddi'r Derwydd). В его метафизике развивалась идея концентрических «кругов бытия», от Аннуна, или Иного мира, через Абред (Abred) и Кейгант (Ceugant) до Гвинвида (Gwynfyd, рая). Кроме того, он написал «Тайну поэтов Британии» (Cyfrinach Beirdd Ynys Prydain), книгу о валлийской метрике (1829). Он также написал дополнительный набор Триад.
Сын Иоло Талиесин также играл важную роль в литературной жизни последующего поколения.
В честь Иоло Моргануга названа валлийская школа в Каубридже (Вейл-оф-Гламорган)